# 시오 스토크먼
시오 스토크먼(영어: Theo Stockman, 1984년 12월 27일 ~ )은 미국의 배우, 가수이다.
매사추세츠주 브루클라인에서 태어났다.

## 영화
- 하나 빼고 완벽한 뉴욕 아파트 (2017년) - 엘리엇 역
- 산타모니카 인 러브 (2014년) - 러셀 역
- 굿 메리지 (2014년) - 도니 역